# Fenyvesi László (labdarúgó)
Fenyvesi László (1908. augusztus 6. – 1993. november 24.) válogatott labdarúgó, csatár, edző.

## Pályafutása

### Klubcsapatban
1929 és 1934 között a III. kerületi FC labdarúgója volt. Legnagyobb sikerét a magyar kupa 1931-es elhódításával érte el a csapattal.

### A válogatottban
1931 és 1934 között 3 alkalommal szerepelt a válogatottban. Háromszoros Budapest válogatott (1931–34, 1 gól), négyszeres profi válogatott (1931–34), négyszeres utánpótlás válogatott (1932–33, 3 gól).

### Edzőként
1946 decemberében megválasztották a magyar labdarúgó edzőtestület alelnökének.

## Sikerei, díjai

### Játékosként
- Magyar kupa
  - győztes: 1931

## Statisztika

### Mérkőzései a válogatottban
| Magyarország | Magyarország      | Magyarország              | Magyarország | Magyarország | Magyarország | Magyarország | Magyarország | Magyarország |
| #            | Dátum             | Helyszín                  | Hazai        | Eredmény     | Vendég       | Kiírás       | Gólok        | Esemény      |
| ------------ | ----------------- | ------------------------- | ------------ | ------------ | ------------ | ------------ | ------------ | ------------ |
| 1.           | 1931. november 8. | Budapest, Üllői úti pálya | Magyarország | 3 – 1        | Svédország   | barátságos   | -            |              |
| 2.           | 1933. július 2.   | Stockholm                 | Svédország   | 5 – 2        | Magyarország | barátságos   | -            |              |
| 3.           | 1934. január 14.  | Frankfurt                 | Németország  | 3 – 1        | Magyarország | barátságos   | -            |              |
|              | Összesen          |                           |              | 3            | mérkőzés     |              | 0            | gól          |